# Мууринен, Антти
Антти Мууринен (фин. Antti Muurinen; род. 5 марта 1954, Валкеакоски, Турку-Пори) — финский футбольный тренер.

## Карьера
Карьера игрока Мууринена не была значительной. В сезоне 1973 года он находился в составе команды высшей финской лиги «Поннистус», но не сыграл ни одного матча. В дальнейшем играл за команды нижестоящих дивизионов. В последней из таких команд, «Конту», команде четвёртого дивизиона, начал тренерскую карьеру в 1981 году. Спустя семь лет, оставив команду во втором по силе дивизионе, перешёл в «Куусюси», где проработал следующие шесть сезонов, за это время команда дважды стала чемпионом Финляндии. Затем тренировал «Яро».
В 1997 году возглавил ХИК, с которым выиграл чемпионат и вывел клуб в групповой этап Лиги чемпионов (первый и пока единственный раз для финских клубов).
В 2000 году стал главным тренером сборной Финляндии, под его руководством команда принимала участие в трёх отборочных кампаниях: к чемпионату мира 2002 года, Евро-2004 и чемпионату мира 2006. По ходу последней, после матча со сборной Нидерландов 8 июня 2005 года, проигранного финнами со счётом 0:4, был освобождён от обязанностей.
В дальнейшем вернулся на клубную работу и выиграл ещё ряд титулов, в частности, ХИК привёл к четырём чемпионствам подряд.

## Достижения
- Победитель чемпионата Финляндии (7): 1989, 1991, 1997, 2009, 2010, 2011, 2012.
- Обладатель кубка Финляндии (3): 1998, 2008, 2011
- Обладатель кубка Лиги[англ.]* (3): 1997, 1998, 2007
- Тренер года в Финляндии: 1989, 1997, 1998, 2009, 2010, 2011[7]